# Dihidrokainska kiselina
Dihidrokainska kiselina je organsko jedinjenje koje sadrži dve funkcionalne grupe karboksilne kiseline, što ga čini dikarboksilnom kiselinom. To je inhibitor GLT-1 glutamatnog transportera.